# Salud Carbajal
Salud Carbajal (Moroleón, 18 novembre 1964) è un politico statunitense, membro della Camera dei Rappresentanti per lo stato della California.

## Biografia
Nato in Messico e successivamente immigrato negli Stati Uniti inizialmente in Arizona Carbajal si stabilì ad Oxnard, in California con la sua famiglia. Frequentò l'Università della California, Santa Barbara dove si laureò in management. Prestò servizio inoltre nella marina militare statunitense per otto anni, inclusi gli anni della Guerra del Golfo.
Dopo aver svolto la funzione di supervisore presso la Contea di Santa Barbara, nel 2015 Carbajal annunciò l'intenzione di correre per l'elezione al seggio della Camera dei Rappresentanti del ventiquattresimo distretto della California dopo l'annuncio del ritiro della deputata di lungo corso Lois Capps. Dopo essere risultato il più votato nelle cosiddette jungle primaries californiane del 7 giugno 2016, a cui partecipano i candidati di tutti i partiti e che qualificano i due più votati alle elezioni generali di novembre, vinse queste ultime contro il repubblicano Justin Fareed con il 53,8% delle preferenze.